# Jaroslav Svěcený
Jaroslav Svěcený (* 8. prosince 1960 Hradec Králové) je český houslista. Na svém kontě má více než čtyřicet jedna nahraných kompaktních disků světového houslového repertoáru. Jedná se o popularizátora a propagátora vážné hudby. Je také soudní znalec v oboru strunných (smyčcových) nástrojů.

## Životopis
Po studiu na pražské konzervatoři a AMU se stal nejen sólistou, ale také znalcem historických houslí a stavby houslí. Tyto staré nástroje sám také vystavuje, předvádí i nahrává jejich zvuk na CD. Nevyhýbá se ani občasnému vystupování s uměleckými soubory z oblasti populární hudby.
Dne 9. prosince 2010 získal zlatou plaketu prezidenta republiky.

## Galerie

Koncert v evangelickém kostele Na Nivách, Český Těšín
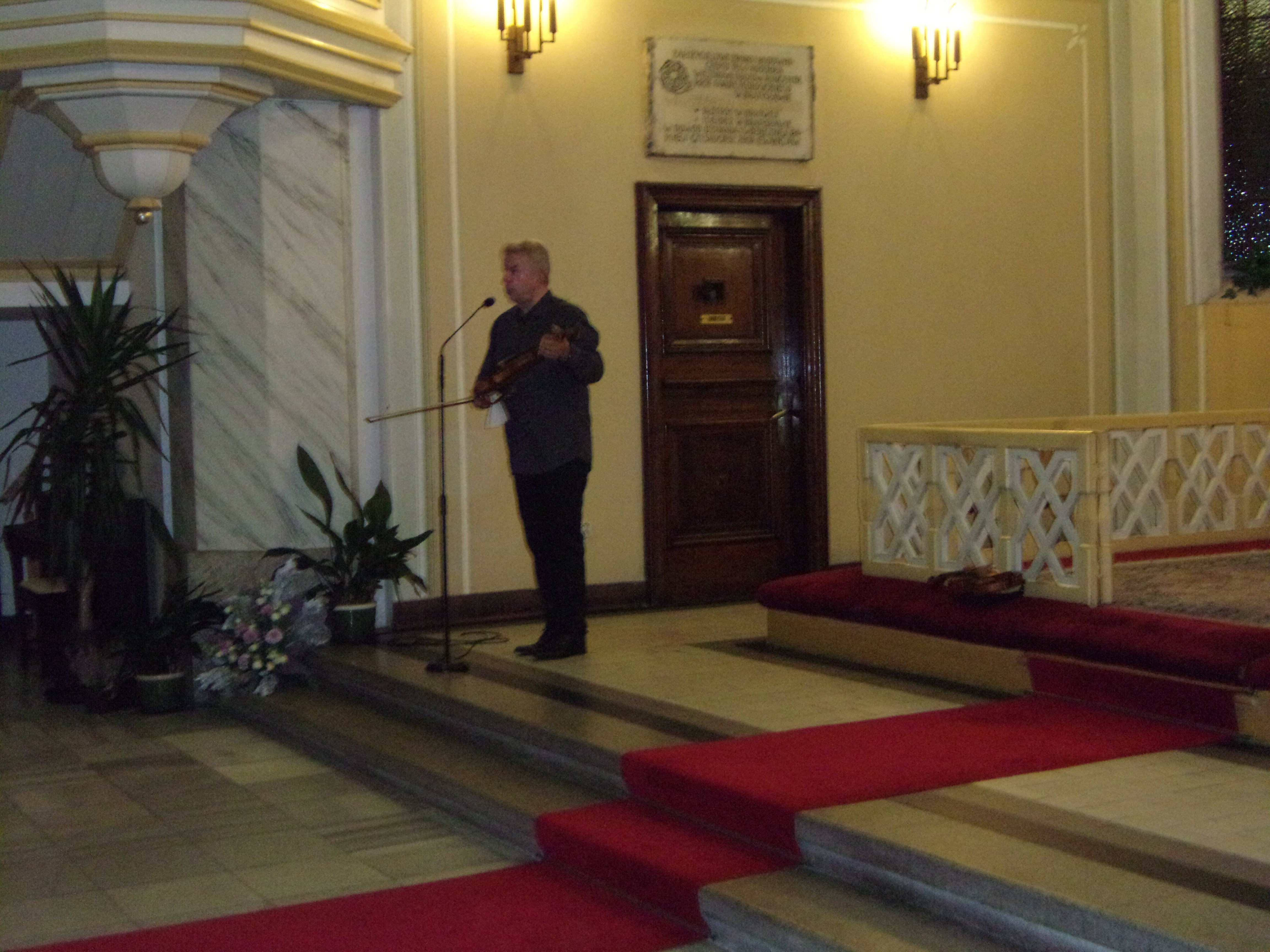
Jaroslav Svěcený uvádí koncert
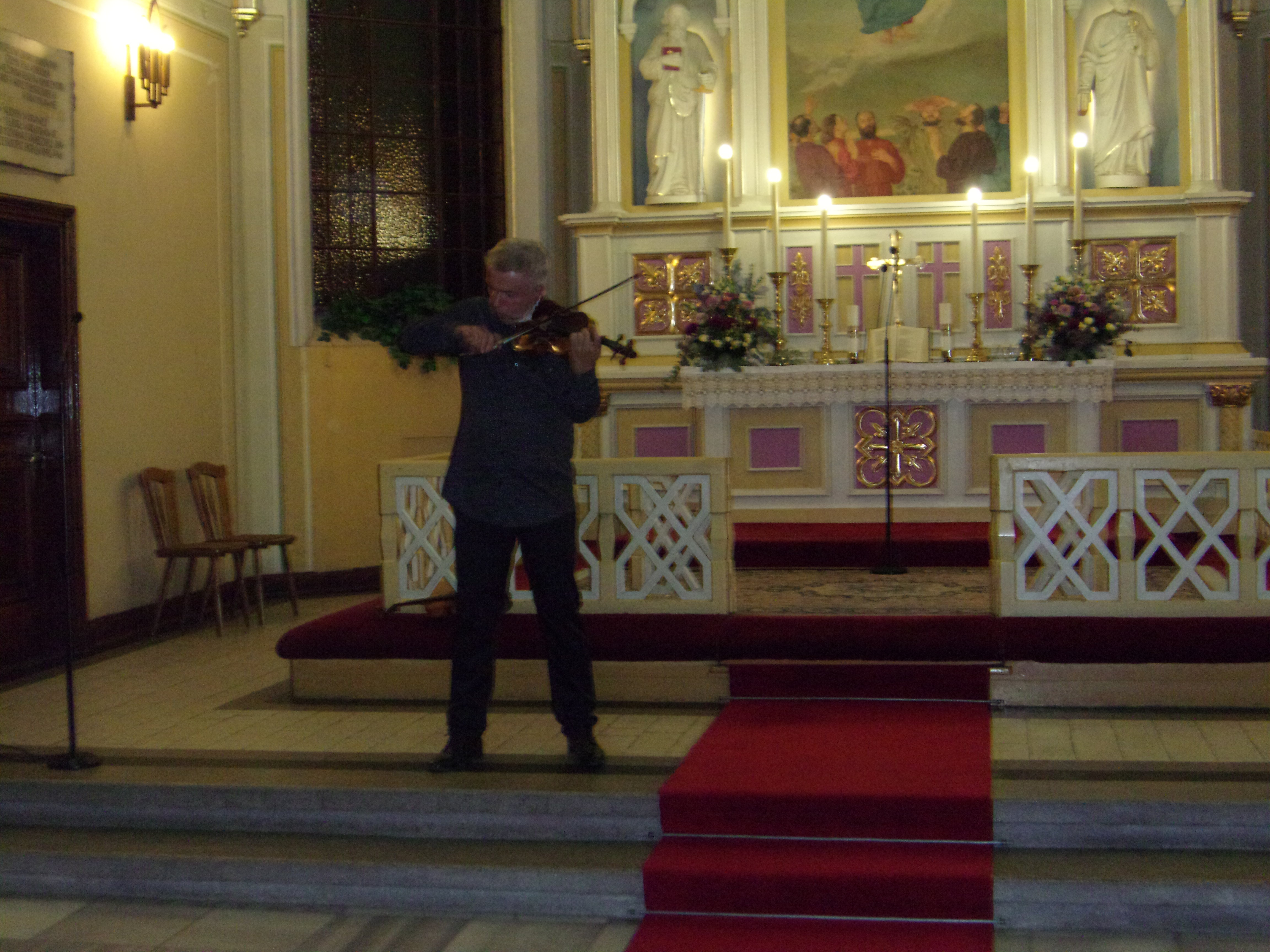
Jaroslav Svěcený hraje vlastní skladbu v Českém Těšíně
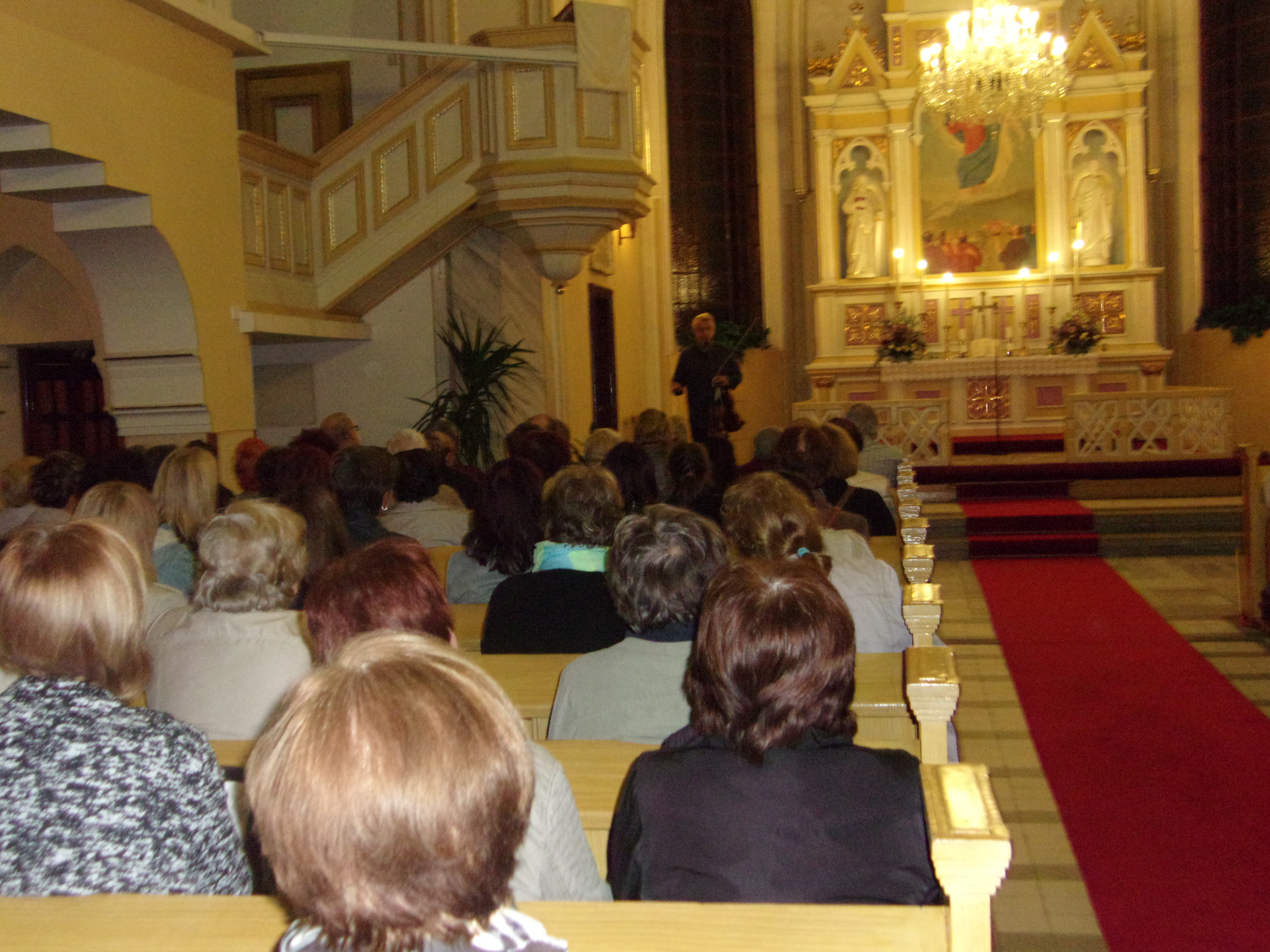
Jaroslav Svěcený předvádí mistrovské housle
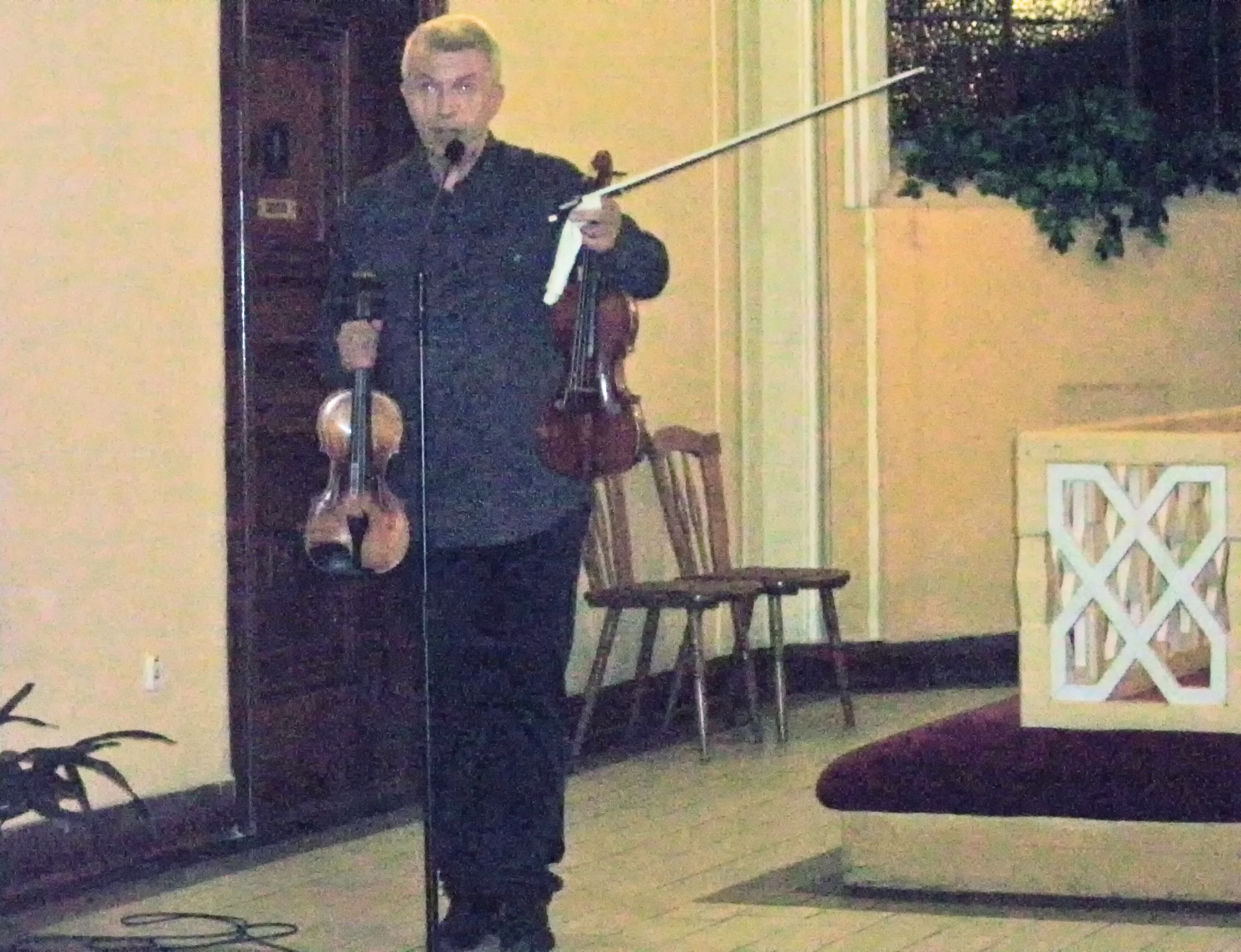
Jaroslav Svěcený uvádí mistrovské housle

Festival Klášterecké hudební prameny 2017, Klášterec nad Ohří
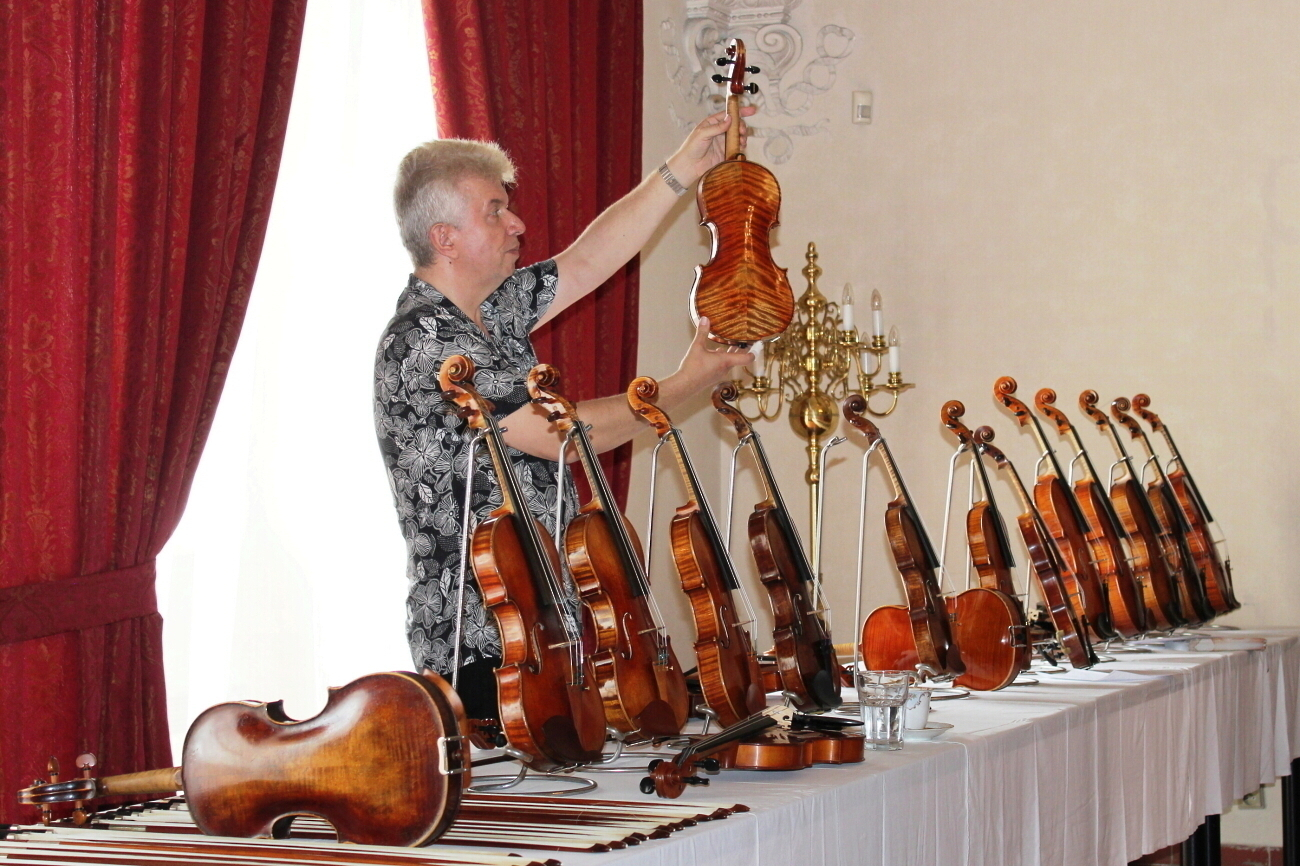
Výstava houslí